# Picture Butte
Picture Butte es un pueblo canadiense situado en la provincia de Alberta.

## Superficie
Picture Butte tiene una superficie de 3,02 km².

## Demografía
En 2021, tenía 1930 habitantes, una densidad poblacional de 639,7 hab./km², y 729 viviendas.